# Prefectura de Tokushima
La prefectura de Tokushima (徳島県, Tokushima-ken) és una prefectura del Japó localitzada a l'illa i regió de Shikoku. A data de l'1 de setembre de 2020, la prefectura té una població total de 721.721 persones i una superfície total de 4.146 quilòmetres quadrats. La prefectura de Tokushima limita amb la prefectura de Kagawa al nord, amb la prefectura d'Ehime a l'oest i amb la prefectura de Kochi al sud-oest.
La capital i municipi més populós de la prefectura és la ciutat de Tokushima, sent altres municipis importants les ciutats d'Anan, Naruto i Yoshinogawa. La prefectura de Tokushima es troba localitzada a la canal de Kii, que connecta la mar interior de Seto amb l'oceà pacífic, estant front a la prefectura de Wakayama, a la península de Kii de l'illa de Honshu. La prefectura de Tokushima es troba connectada amb l'illa d'Awaji per mig del pont del gran Naruto, que salva l'estret homònim i forma part de l'autopista de Kobe-Awaji-Naruto, que alhora connecta la prefectura amb la ciutat de Kobe, a la prefectura de Hyogo i amb l'autopista de Sanyō, a la regió de Chūgoku.

## Geografia
La serra d'Asan ocupa tot el nord de la prefectura i fa de frontera natural entre Tokushima i la prefectura de Kagawa. A data de l'1 d'abril del 2012, prop del 9 percent de la superfície tota de la prefectura estava destinada parcs naturals, com ara els parcs nacionals de la mar interior de Seto o els parcs quasi nacionals de Muroto-Anan Kaigan i Tsurugisan; així com els parcs naturals prefecturals de Chūbu Sankei, Dochū-Kōtsu, Hashikura, Higashi-Sankei, Okumiyagawa-Uchidani, Ōasayama.

## Història
L'antiga denominació de la prefectura és la de la província d'Awa, integrada en la regió del Nankaidō, ens administratiu que ocupava la mateixa superfície de la província i que va estar vigent des del període Nara fins a la fi del període Tokugawa. Durant el període Tokugawa i paral·lelament amb l'existència de la província, va existir també el feu de Tokushima, governat pel clan Hachisuka i que també fou dissolt pel govern imperial durant la restauració Meiji. Després d'això, l'any 1871 es creà la prefectura de Myōdō (名東県, Myōdō-ken) que va incluïr durant un temps els territoris de les actuals prefectures de Tokushima, Kagawa, part de la prefectura de Kochi i l'illa d'Awaji, actualment integrada en la prefectura de Hyogo. Degut al descontent entre les antigues províncies, una a una es foren independitzant fins que l'antiga província d'Awa es separà de la de Tosa (Kôchi) i el 2 de març de 1880 es creà l'actual prefectura de Tokushima.

## Demografia
| 1920    | 1930    | 1940    | 1950    | 1960    | 1970    | 1980    |
| ------- | ------- | ------- | ------- | ------- | ------- | ------- |
| 670.212 | 716.544 | 718.717 | 878.511 | 847.274 | 791.111 | 825.261 |
| 1990    | 2000    | 2010    | 2020    | 2030    | 2040    | 2050    |
| 831.598 | 824.108 | 785.491 | 721.721 | -       | -       | -       |